# Groby
Groby is een civil parish in het bestuurlijke gebied Hinckley and Bosworth, in het Engelse graafschap Leicestershire met 7389 inwoners.

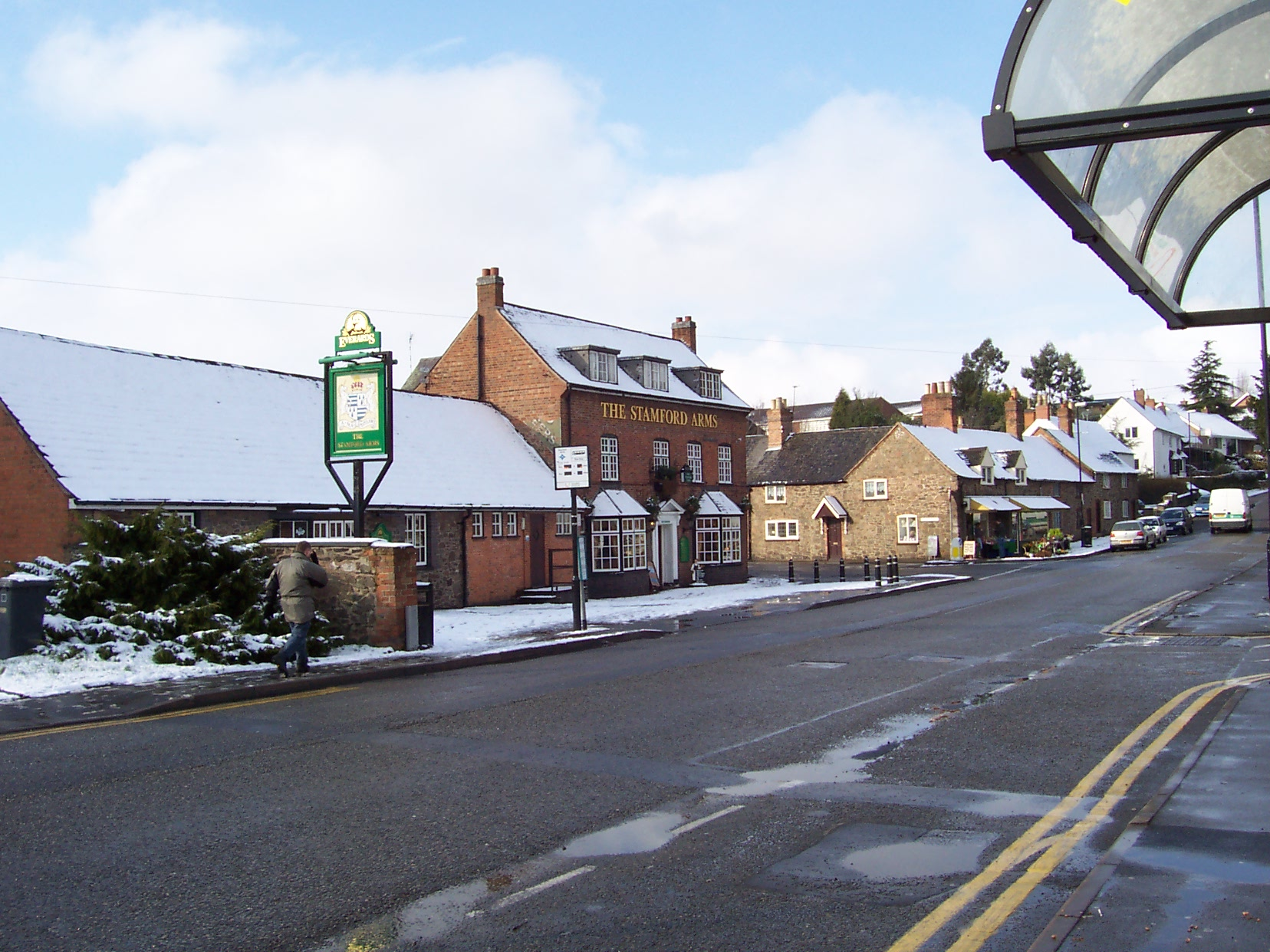
Groby